# 東京都道14號新宿國立線

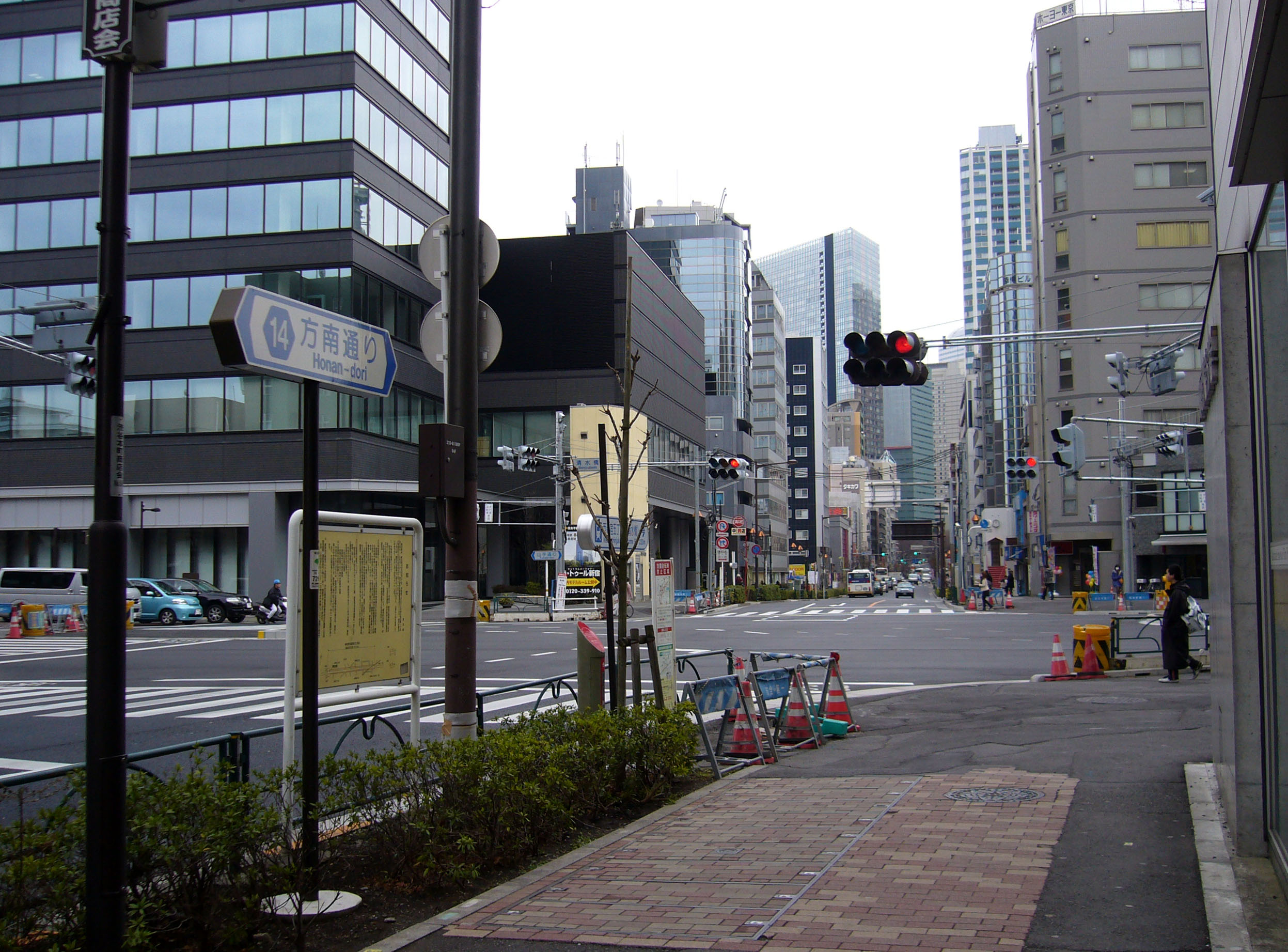
起點清水橋交點

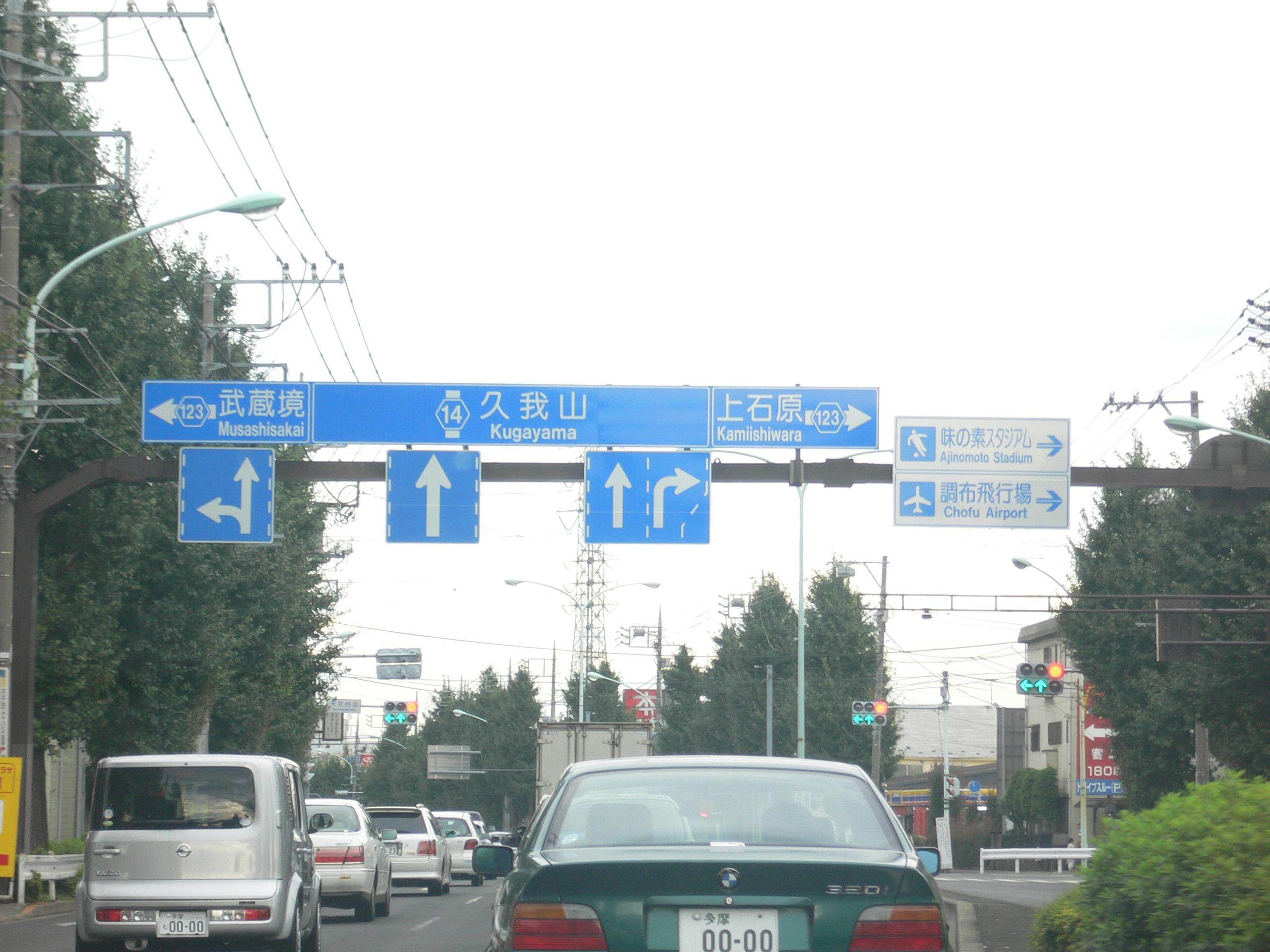
三鷹市天文臺北交點

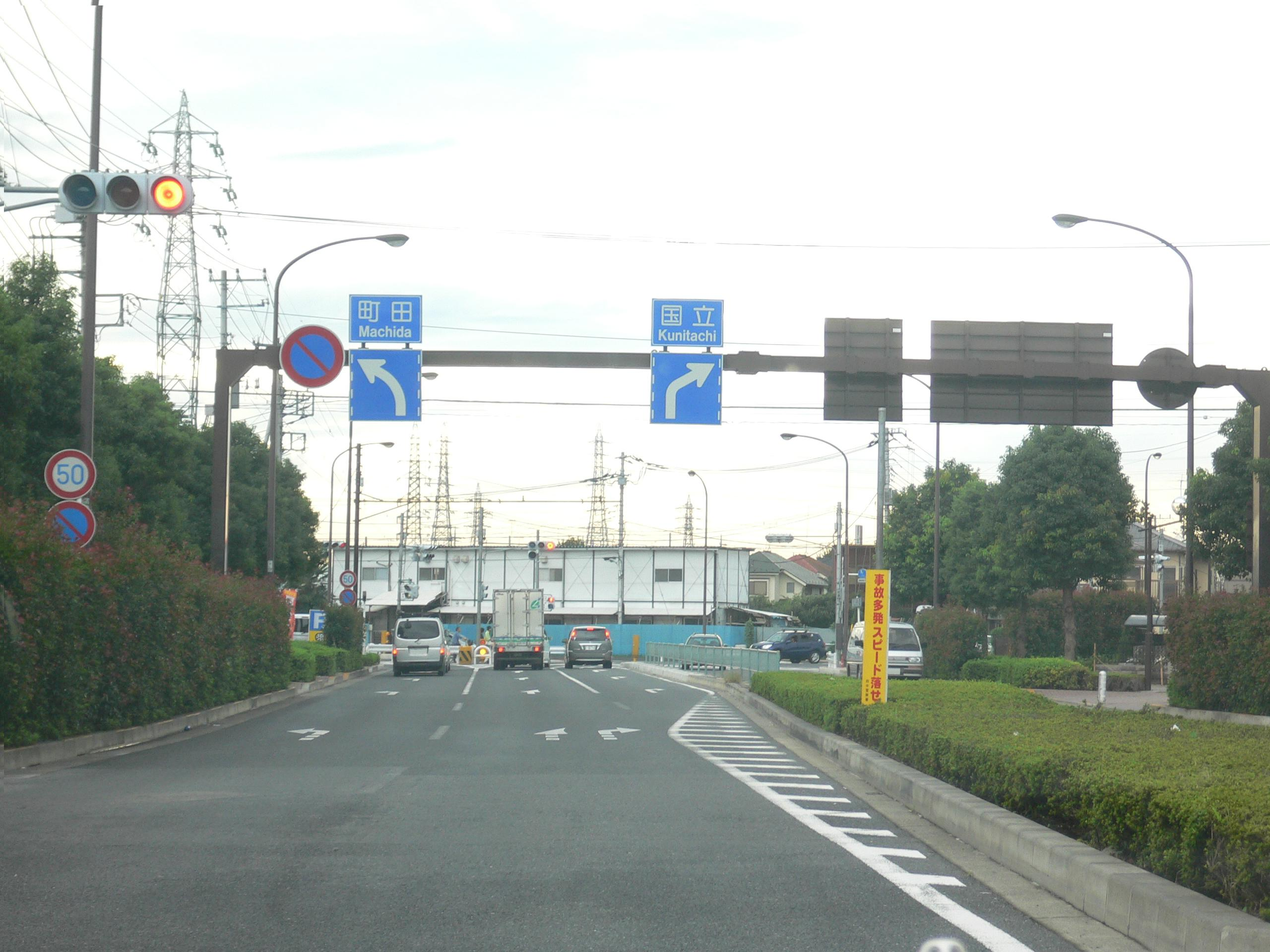
府中市西原町交點（現在的終點）

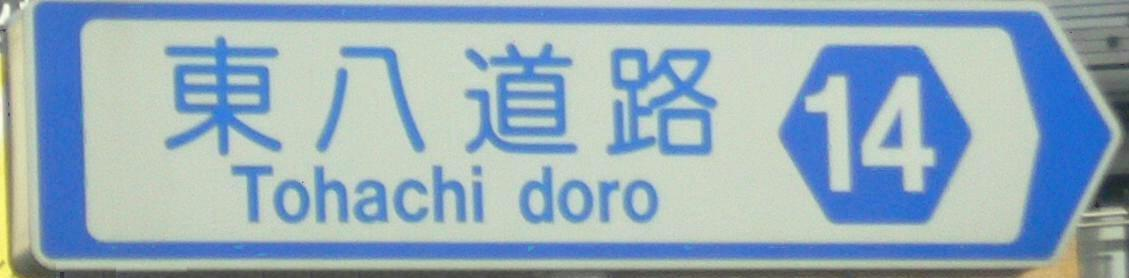
東八道路

東京都道14號新宿國立線是東京都澀谷區至國立市的主要地方道（東京都道）。他與國道20號並行，是連接23區和多摩地區的主要道路之一。其中道路通稱有方南通、井之頭通、人見街道、東八道路，部分路段未通車。

## 路線資訊
- 起點：澀谷區（東京都道317號環狀六號線交點＝清水橋交點）
- 終點：國立市（國道20號・東京都道256號八王子國立線交點＝國立IC入口交點）
- 路線長：23,086 m（實際長度，2013年4月1日）
- 面積：606,008 m²
- 都市計畫路線名：放射第5號線、放射第23號線、補助第62號線、環狀第6號線、三鷹3・2・2號、府中3・2・2之1號、小金井3・2・2號、府中3・2・2之2號、國立3・3・2號

## 路線狀況

### 通稱、繞道
本線
- 方南通：清水橋交點（起點） - 西永福交點
- 井之頭通（與都道413號共線）：西永福交點 - 濱田山車站入口交點
- 人見街道：濱田山車站入口交點 - 牟禮橋付近
- 東八道路： 北野小入口交點 - 西原町一丁目交點

繞道
- 放射5號線：上北澤車站入口交點 - 杉並區上高井戶2丁目

### 興建中路段
- 放射5號線：上高井戶2丁目 - 牟禮橋附近（預定2012年完工[2]但現在仍施工中）
- 三鷹3・2・2號東京八王子線：牟禮橋付近 - 北野小學校入口交點
- 府中3・2・2之2號、國立3・3・2號東京八王子線：西原町一丁目交點 - 國立IC入口交點（終點）（預定2018年完工[3]）

支線
- 府中3・4・5號新奧多摩街道線、國立3・4・5號立川青梅線、府中3・2・2之2號東京八王子線：府中市西原町3丁目（東八道路交點） - 國立市富士見台1丁目（櫻通交點）（預定2019年完工）[4][5]

### 共線路段
- 東京都道413號赤阪杉並線 （東京都杉並區）西永福交點 - （東京都杉並區）濱田山車站入口交點

## 地理

### 通過行政區
- 東京都
  - 澀谷區
  - 中野區
  - 杉並區
  - 三鷹市
  - 調布市
  - 小金井市
  - 府中市

### 交會道路
方南通
- 東京都道317號環狀六號線・東京都道432號澱橋澀谷本町線（東京都澀谷區）/清水橋
- 東京都道420號鮫洲大山線（東京都中野區）/南台
- 東京都道318號環狀七號線（東京都杉並區）/方南町
- 東京都道427號瀨田貫井線・東京都道428號高圓寺砧淨水場線（東京都杉並區）/大宮八幡
- 東京都道413號赤阪杉並線 /西永福

人見街道
- 東京都道413號赤阪杉並線（東京都杉並區）/高井戶員警署
- 東京都道311號環狀八號線（東京都杉並區）/環八久我山（無標記交點）
- 東京都道110號府中三鷹線（東京都三鷹市）

東八道路
- 國道20號（東京都杉並區）
- 首都高速4號新宿線高井戶出入口（東京都杉並區）
- 中央自動車道高井戶IC（東京都杉並區）
- 東京都道311號環狀八號線（東京都杉並區） /環八中之橋
- 東京都道117號世田谷三鷹線（東京都三鷹市）/新川交番前
- 東京都道114號武藏野狛江線（東京都三鷹市）/杏林大學病院北
- 東京都道121號武藏野調布線（東京都調布市）/航空技術研究所
- 東京都道12號調布田無線（東京都三鷹市）/野崎八幡前
- 東京都道123號境調布線（東京都三鷹市）/天文臺北
- 東京都道110號府中三鷹線（東京都三鷹市）/基督教大裏門
- 東京都道15號府中清瀨線（東京都小金井市）/前原交番前
- 東京都道248號府中小平線（東京都小金井市）
- 東京都道133號小川山府中線（東京都府中市）/榮町交番前
- 東京都道17號所澤府中線（東京都府中市）/府中榮町三丁目
- 東京都道17號所澤府中線繞道（東京都府中市）/西原町一丁目
- 國道20號・東京都道256號八王子國立線（東京都國立市）/國立ICー入口（興建中）

## 註腳
1. ↑  . 東京都建設局道路管理課. 2014: 80.
2. ↑  . 東京都第三建設事務所.   [2014-08-25]. （原始内容存档于2016-06-12）.
3. ↑   (PDF). 東京都北多摩南部建設事務所.   [2014-08-25]. （原始内容 (PDF)存档于2012-12-24）.
4. ↑  . 東京都建設局. 2013-07-03  [2014-10-28]. （原始内容存档于2014-09-05）.
5. ↑   (PDF). 東京都公報 (東京都). 2014-10-28, (15754): 6–7  [2014-10-28]. （原始内容 (PDF)存档于2014-10-28）.

## 外部連結
- 府中都市計画道路3・2・2の2号東京八王子線及び国立都市計画道路3・3・2号東京八王子線（府中市西原町二丁目～国立市谷保間）建設事業の環境影響評価調査計画書の提出について（東京都報道発表 2007年11月8日）